# 韓国広足
韓国広足（からくに の ひろたり、生没年不詳）は、7世紀末から8世紀の日本の呪術師である。姓（カバネ）は連。氏は物部韓国（もののべのからくに）ともいう。役小角を師としたが、699年に小角を告発した。呪禁の名人として朝廷に仕え、732年に典薬頭になった。外従五位下。

## 事績
物部韓国氏は古代の有力氏族である物部氏の分かれで、先祖である物部塩児が遣わされた国にちなんで改姓したと伝えられるそもそも物部氏は朝鮮半島からの渡来人である。その系譜から外来の知識・技能を学ぶに適した伝統があったと思われ韓国に派遣され物部韓国氏を賜った。
『続日本紀』によれば、文武天皇3年（699年）5月24日に呪術者の役小角が伊豆島に遠流された。外従五位下韓国連広足は小角を師としたが、後にその才能をねたんで（あるいは悪いことに使われ）、妖惑だと讒言した。この箇所の解釈には、讒言したのは誰か別の人であるとしたり、そもそも広足が小角を師としたくだりが後世の挿入だとする説もある。『続日本紀』には外従五位下とあるが、韓国がこの位を授けられたのは天平3年であり、この時点ではもっと低かったはずである。役小角は修験道の祖として有名だが、確かな歴史事実はこの事件のみで、他の事績は伝説に包まれている。妖惑とされた事実の有無・内容については不明だが、「讒言」という評価は『続日本紀』が編纂された100年後までの後世にできたものであろう。
韓国広足は、『藤氏家伝』の「武智麻呂伝」に、余仁軍とともに呪禁の名人として記される。また、大宝令の注釈である『古記』に「道術符禁は道士の法で今辛国連がこれを行なう」とある。この辛国連（韓国連）は、広足のことであろう。広足の呪禁は道教的な術であったと考えられる。
天平3年（731年）1月27日に物部韓国広足は外従五位下になった。翌4年（732年）10月17日に典薬頭に任命された。典薬寮には呪禁博士1人、呪禁師2人、呪禁生6人が配属されていたので、広足は朝廷の呪禁者として勤め、典薬頭に上りつめたのであろう。その後の事績は不明である。